# David M. Blow
David Mervyn Blow (* 27. Juni 1931 in Birmingham; † 8. Juni 2004 in Appledore, North Devon bei Bideford) war ein britischer Biophysiker. Er ist bekannt für Entwicklung der Röntgenstruktur-Untersuchungen von Proteinen.
Blow, der Sohn eines Methodistenpredigers, der als Missionar in Madras arbeitete, besuchte die Schule in Bath und studierte an der Universität Cambridge (Corpus Christi College).
In seiner Dissertation bei Max Perutz am Cavendish Laboratory entwickelte er den später nach ihm und Francis Crick benannten Algorithmus in der Röntgenkristallographie (Methode der isomorphen Ersetzung).
Nach zwei Jahren in den USA am Massachusetts Institute of Technology bei Alexander Rich (1924–2015) und den National Institutes of Health war er wieder in Cambridge in der Gruppe von Perutz. Dort entwickelte er mit Michael Rossmann die molecular replacement method entwickelte, die sie auch auf das von Max Perutz und John Cowdery Kendrew untersuchte Hämoglobin anwandten. Blow klärte unter anderem die Struktur von alpha-Chymotrypsin auf (1964).
1977 wurde er Professor für Biophysik am Imperial College London. Von 1981 bis 1984 war er dort Dekan und von 1991 bis 1994 Vorstand der Physik-Fakultät.
1972 wurde Blow Fellow der Royal Society. 1979 erhielt er den Prix Charles-Léopold Mayer, 1987 mit David C. Phillips den Wolf-Preis in Chemie. Er war Mitgründer der British Crystallographic Association und von 1986 bis 1988 deren Präsident.
Blow war seit 1955 verheiratet und hatte zwei Kinder. Er starb, obwohl selbst kein Raucher, an Lungenkrebs.